# Kościół św. Michała w Hawrze
Kościół św. Michała w Hawrze (franc. Église Saint-Michel du Havre) – modernistyczna świątynia katolicka wybudowana w latach 1960-1965 przez francuskiego architekta Henri Colboca we współpracy z André Zoppim na terenie zrekonstruowanego po zniszczeniach wojennych przez Auguste’a Perreta nowego centrum Hawru (1946-1954). 
Pierwszy kościół (właściwie kaplica) św. Michała powstała w tym miejscu już w 1248. Kościół zyskał na wadze w początkach XVI w., w miarę rozwoju miasta. W XIX w. został zbudowany drugi, bardzo okazały kościół w stylu eklektycznym, z wysoką wieżą zwieńczoną kopułą. W dniu 5 września 1944 został on całkowicie zniszczony w wyniku bombardowania miasta, które zakończyło się prawie całkowitym zburzeniem Hawru. Trzecią (obecną) świątynię poświęcił w dniu 25 kwietnia 1965 arcybiskup Rouen – kardynał Martin.
Obecny kościół charakteryzuje skromna prostopadłościenna bryła z surową elewacją w kolorze piaskowym (konstrukcja z betonu zdobionego otoczakami). Po lewej stronie wysoka kampanila z surowego betonu. Po prawej interesujący dom parafialny. Kościół, wraz z całym zrekonstruowanym centrum Hawru, stanowi doskonały zespół architektury modernistycznej, wpisany w 2005 na listę światowego dziedzictwa UNESCO. 